# Varšavsko-vídeňská dráha
Varšavsko-vídeňská dráha byla železnice, která v první polovině 19. století propojila Varšavu s Haličí. Význam této železniční tratí podtrhl i rozchod železniční trati, který byl u všech společností jednotný, neboť nebyl použit široký rozchod používaný v carském Rusku. Cesta z Varšavy končila v zastávce „Granica" (tj. „hranice“), tedy před rakouskou hranicí v Maczkách východně od Sosnovce, což je město, které nyní leží v Polsku, ale které tehdy bylo na hranicích Rakouského císařství.

## Historie

Trať Varšavsko-vídeňská železnice v dnešním Polsku

Varšavsko-vídeňská dráha (polsky Kolej Warszawsko-Wiedeńska, německy Warschau-Wiener Bahn, zkratka WWB) byla železniční společnost v Kongresovém Polsku, které vzniklo po trojím dělení Polska, které bylo dokončeno roku 1795, kdy se Varšava stala součástí Ruské říše. Hlavní trať vedla z Varšavy k tehdejší rakouské hranici u Sosnovce a do značné míry tak odpovídá dnešní trati č. 1 (železniční trať Varšava–Katovice) PKP PLK. Byla to první dálková železnice carské říše (starší byla pouze krátká 27 km dlouhá trasa z Petrohradu do Carského Sela). Tato dráha tvořila rusko-polskou část tratí, které v polovině 19. století spojovaly Berlín, Vídeň a Varšavu přes tehdejší hraniční trojúhelník u Krakova. Tehdejší poměry podtrhuje i to, že trať měla od začátku evropský standardní rozchod 1435 mm, což byla v carské říši výjimka.
Projekt na spojení Varšavy s rakouskými hranicemi železniční tratí vznikl v roce 1835. V roce 1839 byla založena akciová společnost na stavbu železniční trati z Varšavy do Skierniewic. Dne 4. července 1843 převzala vedení společnosti Varšavsko-vídeňská dráha vláda Kongresového Polska a v roce 1844 byly práce obnoveny. V listopadu téhož roku byl otevřen první úsek z Varšavy do Pruszkówa, dne 14. června 1845 byla dokončena trať do Grodziska Mazowieckého a dne 15. října téhož roku do Skierniewic a Łowicze. Vídeňské nádraží ve Varšavě bylo otevřeno v roce 1845 a zůstalo v provozu až do 20. let 20. století. 1. prosince 1846 byla do provozu uvedena trať do Čenstochové a 1. dubna 1848 do stanice „Granica“ (tj. „hranice“), před rakouskou hranicí v Maczkách východně od Sosnovce.

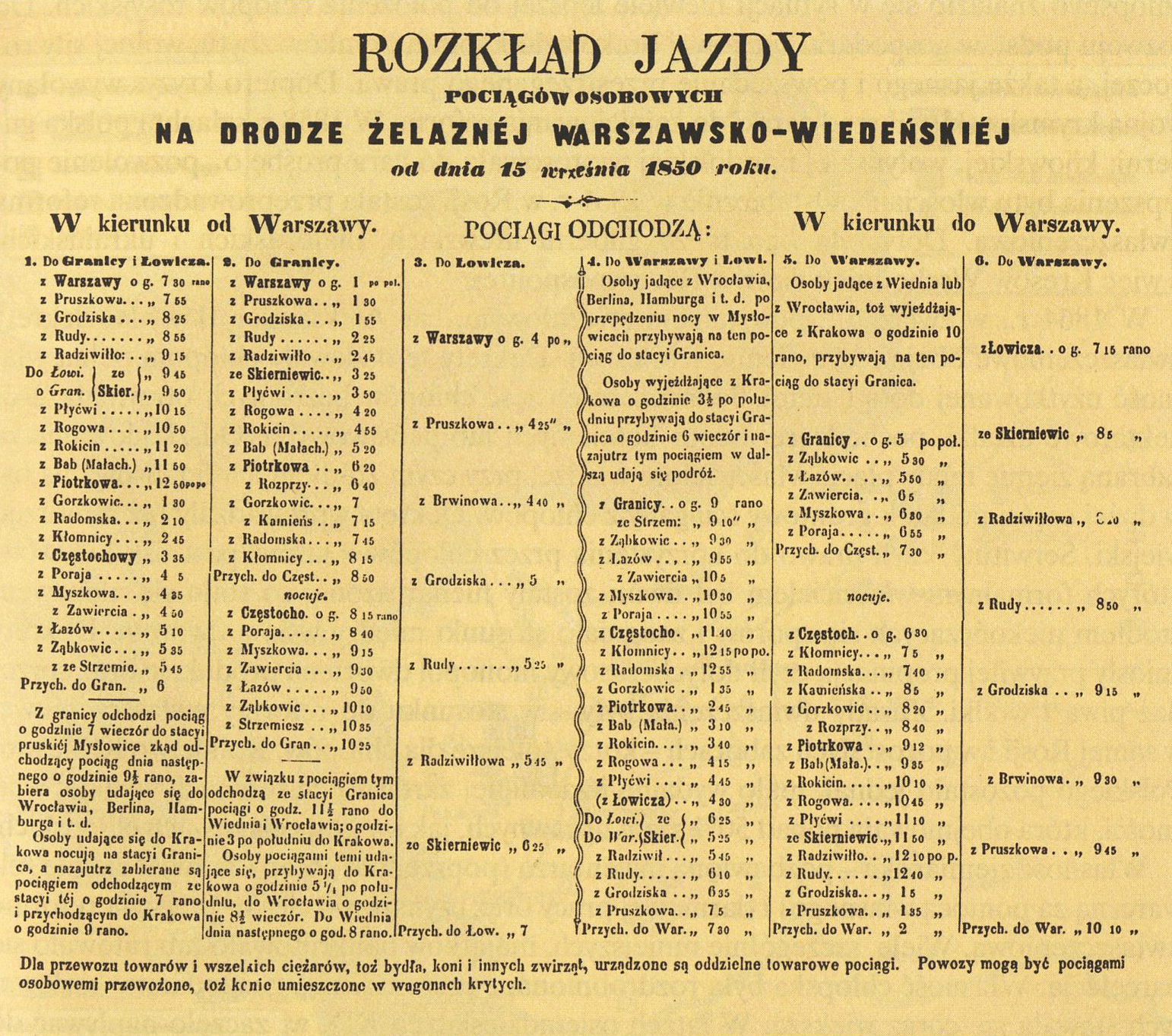
Jízdní řád z roku 1850

## Železniční trať
Železniční spojení z Varšavy do Krakova, Vratislavi a Vídně bylo možné od 1. října 1848 prostřednictvím Pruské dráhy (Hornoslezská dráha a Wilhelmova dráha) a přes Bohumín (Severní dráhou císaře Ferdinanda). Na trase byla následující stanice:
Varšava – Pruszków – Grodzisk Mazowiecki – Żyrardów (Ruda Guzowska) – Skierniewice – Koluszki – Piotrków Trybunalski – Radomsko – Częstochowa – Poraj – Myszków – Zawiercie – Łazy – Ząbkowice – Maczki)
a následující odbočky
- Skierniewice – Łowicz
- Koluszki – Łódź Fabryczna (Fabryczno-Łódzka dráha),
- Ząbkowice – Sosnovec

## Galerie

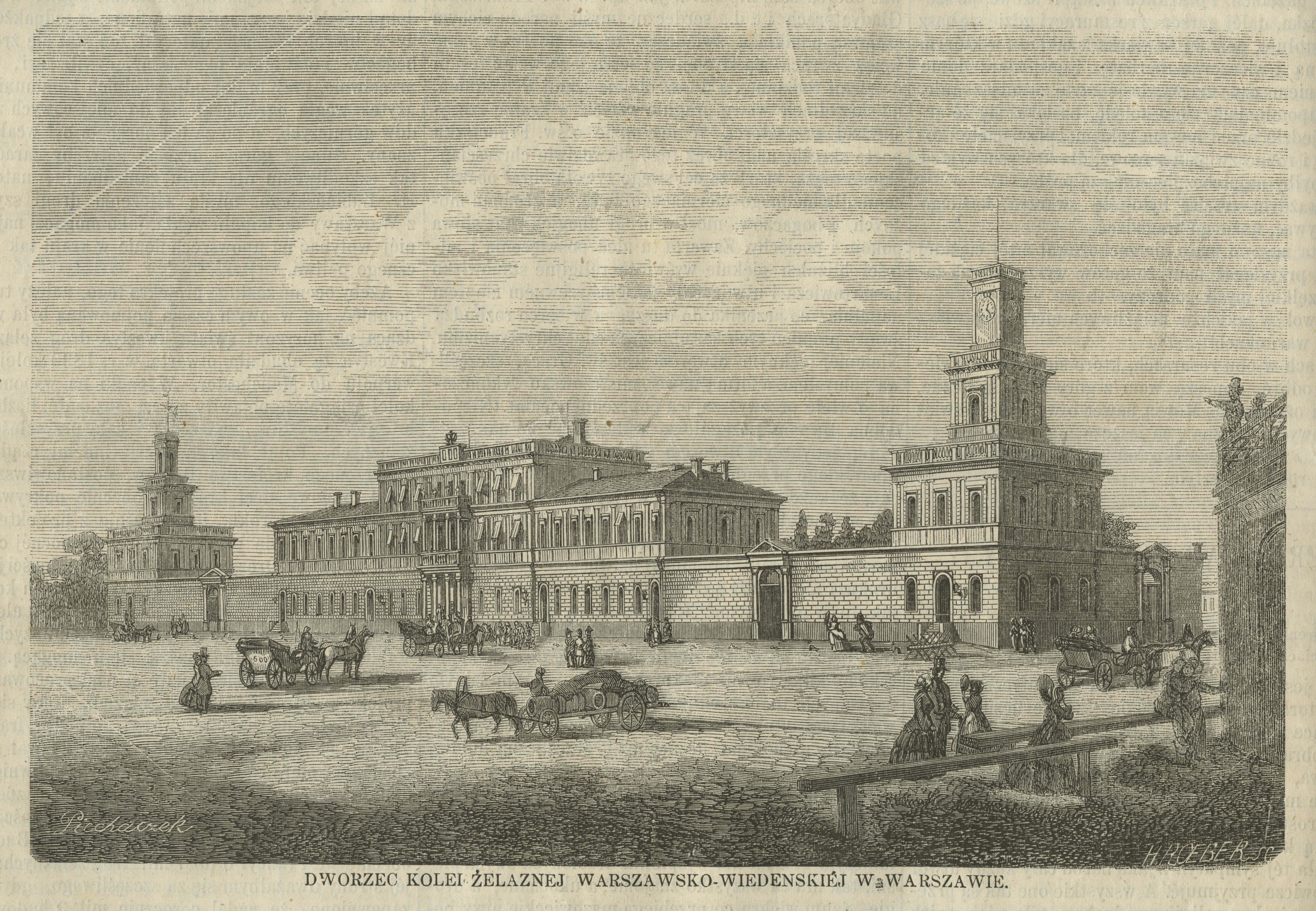
Nádraží Varšavsko-vídeňské dráhy ve Varšavě
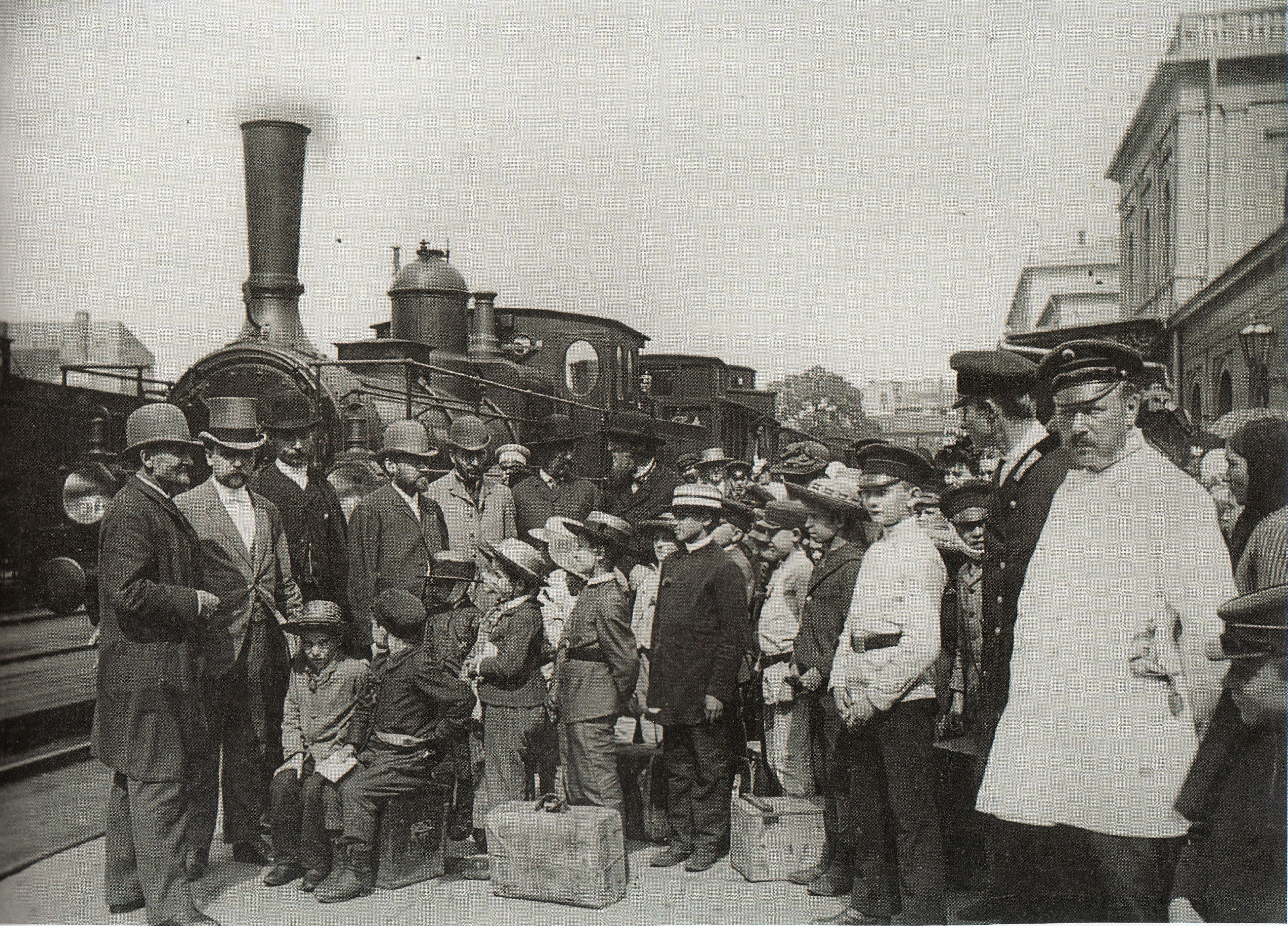
Výjezd z varšavského nádraží v roce 1892
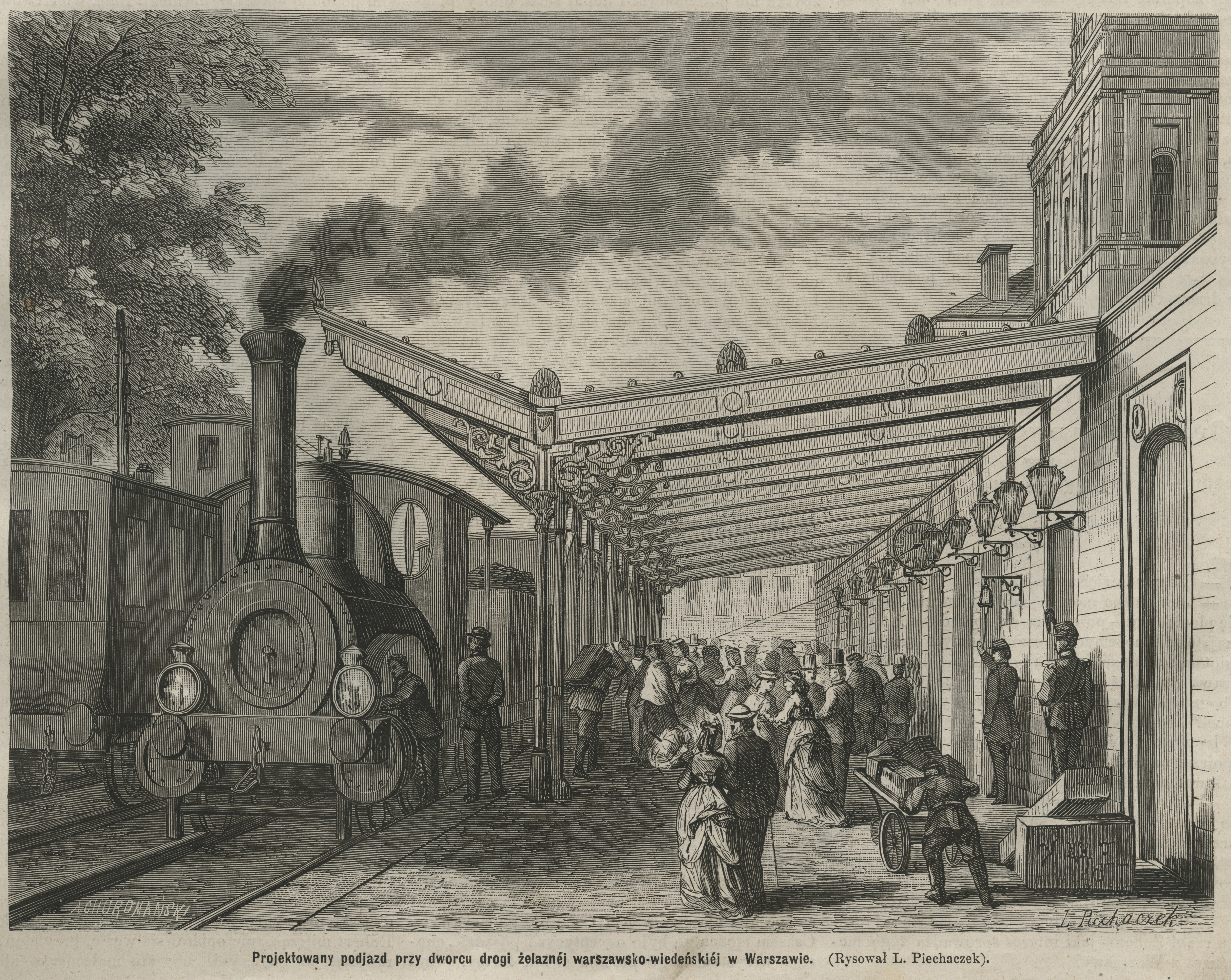
Projekt nástupiště na nádraží ve Varšavě
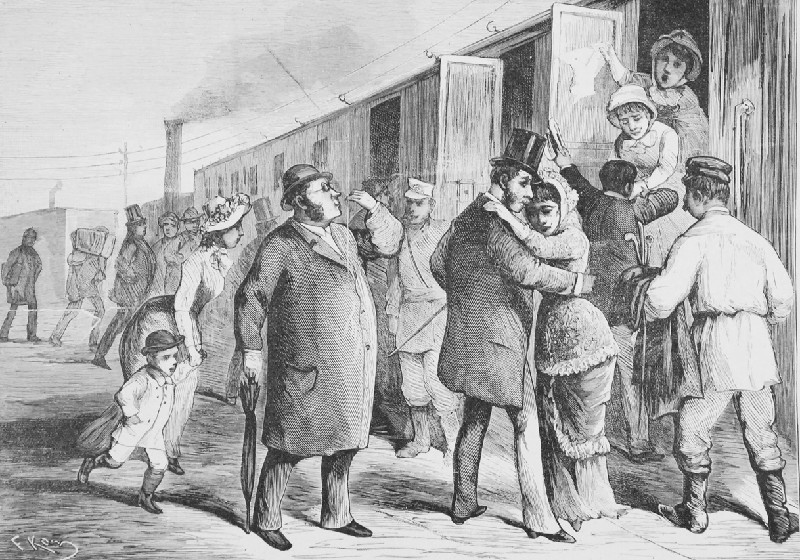
Obraz železnice - Franciszek Kostrzewski
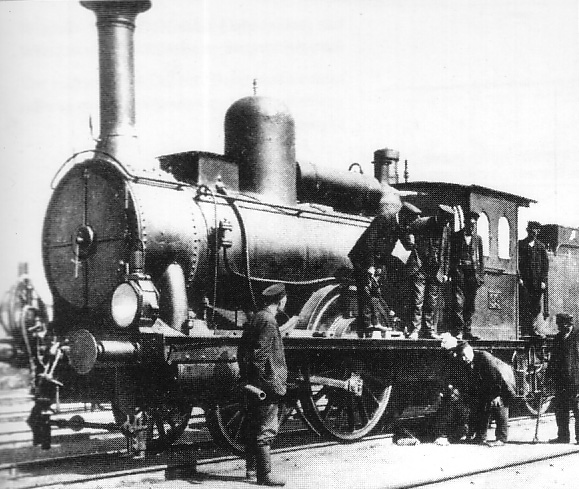
Lokomotiva používaná na Varšavsko-vídeňské dráze
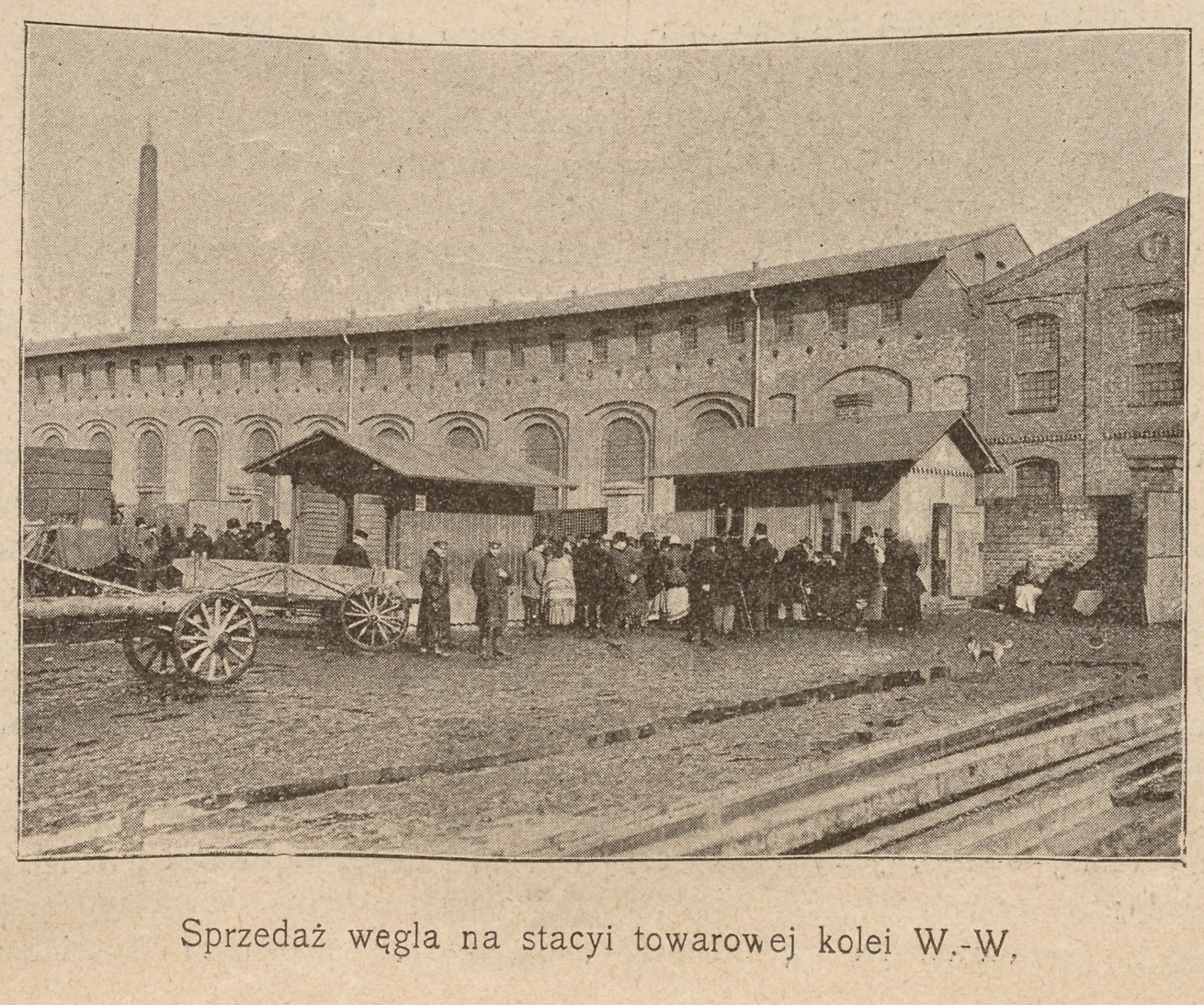
Prodej uhlí na nádraží